# 専門学校福岡ビジュアルアーツ・アカデミー
専門学校福岡ビジュアルアーツ・アカデミー（せんもんがっこうふくおかビジュアルアーツ・アカデミー）は、福岡県福岡市博多区にある専門学校。学校法人21世紀アカデメイアが運営する。

## 沿革
- 1969年 - 専門学校東京デザイナー学院　東京写真専門学校の九州校として福岡市天神に設立
- 1983年 - 福岡県に認可され専門学校九州デザイナー学院に校名変更
- 1997年 - 九州デザイナー学院の映像音響専門課程が独立し専門学校九州ビジュアルアーツとなる
- 2024年 - 専門学校福岡ビジュアルアーツ・アカデミーに校名変更

## 学科編成
＜昼間部（2年制）＞　2025年度
- 音響学科
  - PAコース
  - 照明コース
  - レコーディングコース
  - 映像音響コース

- ミュージッククリエイト学科
  - ボーカルコース
  - ギターコース
  - ベースコース
  - ドラムコース
  - キーボードコース
  - サウンドクリエイターコース

- 放送・映画学科
  - ドラマコース
  - バラエティー番組コース
  - 映画監督コース
  - 映画技術コース
  - 動画クリエイターコース
  - ミュージックビデオコース

- CG映像学科
  - 動画VFX・3DCGコース

- 声優学科
  - 声優コース
  - ネットタレント・インフルエンサーコース

- 俳優学科
  - 俳優・タレントコース

- 写真学科
  - ファッションフォトコース
  - コマーシャルフォトコース
  - スポーツフォトコース
  - ブライダル・営業写真コース
  - ライブフォトコース
  - 写真作家コース
  - クリエイティブフォトコース

- マスコミ出版・芸能学科
  - 芸能マネージャーコース
  - イベント企画・制作コース
  - ファンクラブスタッフコース
  - Web出版コース
  - スポーツ出版コース
  - ファッション誌コース
  - アニメ出版コース

## 卒業後の主な進路

### 音響学科
- レコーディング・エンジニア
- コンサートディレクター
- MA・PAミキサー
- ライティングオペレーター
- サウンドクリエイター
- ミュージシャン
- 音楽プロデューサー　　など

### 放送・映画学科
- テレビカメラマン
- ディレクター
- プロデューサー
- 放送作家
- 映像編集者
- 映画監督
- 映画カメラマン
- 映画編集者
- シナリオライター
- スクリプター　　など

### CG映像学科
- VFX（視覚効果）アーティスト
- コンポジッター
- モーションクラフィックス
- CG映像制作会社

### 声優学科
- 声優・ナレーター
- 俳優（舞台・映画・テレビ）
- タレント・リポーター
- 舞台監督・舞台演出　　など

### 俳優学科
- 俳優（舞台・映画・テレビ）
- タレント・リポーター
- 舞台監督・舞台演出　　など

### 写真学科
- 写真家
- 広告カメラマン
- 営業写真館　　など

## 姉妹校
- 専門学校東京デザイナー・アカデミー
- 専門学校東京ビジュアルアーツ・アカデミー
- 専門学校東京ビジネス・アカデミー
- 専門学校東京ホスピタリティ・アカデミー
- 専門学校東京クールジャパン・アカデミー
- 専門学校東京ランゲージ・アカデミー
- 専門学校大阪デザイナー・アカデミー
- 専門学校大阪ビジュアルアーツ・アカデミー
- 専門学校大阪ビジネス・アカデミー
- 専門学校大阪ホスピタリティ・アカデミー
- 専門学校名古屋デザイナー・アカデミー
- 専門学校名古屋ビジュアルアーツ・アカデミー
- 専門学校名古屋ビジネス・アカデミー
- 専門学校名古屋ホスピタリティ・アカデミー
- 専門学校福岡デザイナー・アカデミー
- 専門学校福岡ビジネス・アカデミー
- 専門学校福岡ホスピタリティ・アカデミー

## アクセス
- 九州旅客鉄道（JR九州）博多駅から徒歩3分